# 柳生町 (豊橋市)
柳生町（やぎゅうちょう）は、愛知県豊橋市の地名。

## 地理
豊橋市中央南部に位置する。東は堂浦町、西は西小池町、南は小池町、北は花中町に接する。

### 河川
- 柳生川[1]

### 通学区域
|      | 小学校             | 中学校             | 高等学校 |
| ---- | ------------------ | ------------------ | -------- |
| 全域 | 豊橋市立福岡小学校 | 豊橋市立南部中学校 | 三河学区 |

## 歴史

### 町名の由来
柳生川による。

### 人口の変遷
国勢調査による人口および世帯数の推移。
| 1995年（平成7年）  | 106世帯 346人 |  |
| 2000年（平成12年） | 94世帯 291人  |  |
| 2005年（平成17年） | 109世帯 294人 |  |
| 2010年（平成22年） | 110世帯 280人 |  |
| 2015年（平成27年） | 113世帯 265人 |  |

### 沿革
- 1933年（昭和8年）10月1日 - 小池町の一部より、柳生町が成立[2][3]。

## 交通
- JR東海道本線[1]
- 東海道新幹線[1]

## 施設
- 豊橋朝鮮初級学校[1]

### WEB
1. ↑  “愛知県豊橋市の町丁・字一覧”.   人口統計ラボ. 2023年4月13日閲覧。
2. ↑  総務省統計局 (2017年1月27日). “平成27年国勢調査の調査結果(e-Stat) - 男女別人口及び世帯数 －町丁・字等” (CSV). 2021年7月21日閲覧。
3. ↑  “愛知県豊橋市の郵便番号一覧”.   日本郵便. 2023年4月13日閲覧。
4. ↑  “市外局番の一覧” (PDF).   総務省 (2022年3月1日). 2022年3月22日閲覧。
5. 1 2  豊橋市教育部学校教育課 (2025年4月1日). “校区早見表（R7.4.1現在）” (PDF).   豊橋市. 2025年7月14日閲覧。
6. ↑  総務省統計局 (2014年3月28日). “平成7年国勢調査の調査結果(e-Stat) - 男女別人口及び世帯数 －町丁・字等” (CSV). 2021年7月20日閲覧。
7. ↑  総務省統計局 (2014年5月30日). “平成12年国勢調査の調査結果(e-Stat) - 男女別人口及び世帯数 －町丁・字等” (CSV). 2021年7月20日閲覧。
8. ↑  総務省統計局 (2014年6月27日). “平成17年国勢調査の調査結果(e-Stat) - 男女別人口及び世帯数 －町丁・字等” (CSV). 2021年7月21日閲覧。
9. ↑  総務省統計局 (2012年1月20日). “平成22年国勢調査の調査結果(e-Stat) - 男女別人口及び世帯数 －町丁・字等” (CSV). 2021年7月21日閲覧。
10. ↑  総務省統計局 (2017年1月27日). “平成27年国勢調査の調査結果(e-Stat) - 男女別人口及び世帯数 －町丁・字等” (CSV). 2021年7月21日閲覧。

### 書籍
1. 1 2 3 4 5 6  「角川日本地名大辞典」編纂委員会 1989, p. 1797.
2. 1 2  「角川日本地名大辞典」編纂委員会 1989, p. 1315.
3. ↑  吉川利明 1976, p. 32.